# Tragia stipularis
Tragia stipularis är en törelväxtart som beskrevs av Radcl.-sm.. Tragia stipularis ingår i släktet Tragia och familjen törelväxter. Inga underarter finns listade i Catalogue of Life.